# Emil Voight
Emil Robert Voight (31 de enero de 1883 - 16 de octubre de 1973). Era un atleta británico, ganador de 5 kilómetros en los Juegos Olímpicos de Londres 1908.
Nacido en Manchester de padres alemanes, Voight ganó el Campeonato de AAA en 4 kilómetros, lo que es uno de los favoritos para los 5 kilómetros de los Juegos Olímpicos celebrados en Londres. Voight, que era vegetariano, de hecho ganó la carrera con facilidad, y se convirtió en el campeón de la segunda y última en este evento, que fue sustituida por la prueba de los 5000 y 10.000 m en 1912.
Se retiró del deporte en 1910 después de ganar dos títulos AAA y emigró a Australia, donde fundó su propia estación de radio, difundiendo comentarios en combate. Él se trasladó de nuevo en 1948, esta vez a Nueva Zelanda, donde murió a la edad de 90 años en Auckland.